# هايد بارك (لندن)

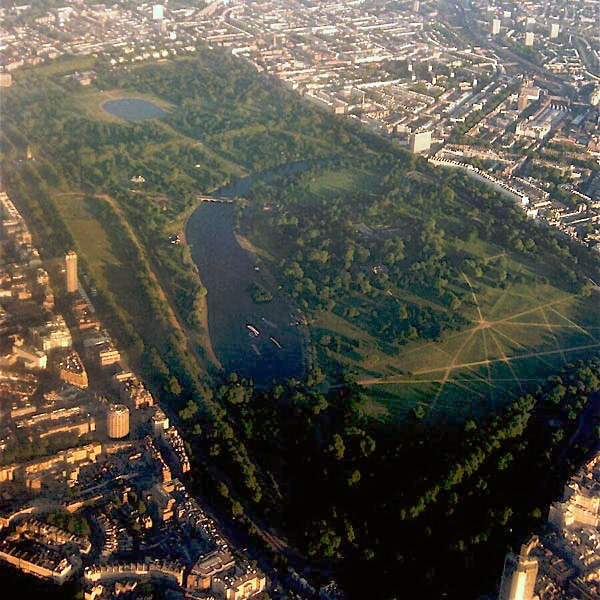
مشهد جوّي للحديقة.

الهايد بارك (بالإنجليزية: Hyde Park)‏ هي واحدة من أكبرِ الحدائق الموجودة في مدينةِ لندن عاصمة المملكة المتحدة، وإحدى الحدائق الملكيّة الموجودة في لندن. تضمُّ الحديقة بُحيرة كبيرة إضافةً إلى مجموعةٍ من النوافير. وتشتهر بوُجودِ ما يُسمَّى محليًا بِـ «سبيكرز كورنر» (بالإنجليزية: Speakers Corner)‏؛ التي تعني ركن المُتحدثين، والتي تقع في القسمِ الشّمالي الشّرقي من الحديقة، وهي المكان الذي يجتمعُ فيهِ المُتحدثون كل يوم أحد لإلقاء كلمةٍ أو مُحاورة حول موضوعٍ مُعيَّن بِكُلِّ حُريَّة. تبلغُ مساحتها مئة وأربعون هكتارًا.

## الموقع الجغرافي
هايد بارك هي أكبر الحدائق الملكية في وسط لندن. يحدها الي الشمال طريق بايزووتر ثم حي بادنغتون وإلى الشرق بارك لين ثم يقع مي فير وإلى الجنوب طريق نايتسبريدج ثم منطقة بلغرافيا.في الجنوب الشرقي خارج الحديقة يوجد هايد بارك كورنر الذي يقع بعده غرين بارك وسانت جيمز بارك وحدائق قصر بكنغهام. الحديقة علي قائمة الدرجة الأولى في سجل المتنزهات والحدائق التاريخية منذ عام 1987. وفي الغرب تقع حدائق كنسينغتون والتي كانت جزا من هايد بارك. ويمتد الخط الفاصل بينهما من بوابة ألكسندرا إلى بوابة فيكتوريا عبر ويست كاريدج درايف وجسر السربينتين. تقع منطقة بحيرة السربينتين جنوب الحديقة. أصبحت حدائق كنسينغتون منفصلة عن هايد بارك منذ عام 1728 وذلك عندما قسمتهما الملكة كارولين أميرة أنسباخ. تغطي هايد بارك 142 هكتارا (350 فدانا) تغطي حدائق كنسينغتون 111 هكتارا (275 فدانا) معا يمثلان مساحة إجمالية تبلغ 253 هكتارا (625 فدانا). وخلال النهار تندمج الحديقتان في بعضهما البعض ولكن وقت الغسق تغلق حدائق كنسينغتون في حين تظل جارتها مفتوحة طوال السنة من الساعة 5 صباحا حتى منتصف الليل.
و هذا مخطط مبسط للأماكن المجاورة للهايد بارك:

## التاريخ

### التاريخ مبكر
اسم الحديقة مستمد من اسم اقطاعية منطقة هايد التي كانت القسم الشمالي الشرقي الفرعي لاقطاعية إيا (التقسيمان الفرعيان الأخران هما ايبري ونيتي) حيث ظهرت في كشوفات كتاب ونشيسترضمن تلك الإقطاعية. ويعتقد أن الاسم من أصل ساكسوني ويعني وحدة من الأرض (الهايد)و الهايد هو مقياس بريطاني قديم للارض فقد كان كفيلا لدعم واعالة أسرة واحدة بافرادها كاملة من الناحية المادية لانه يساوي 120 فدان تقريبا. خلال العصور الوسطى كانت الحديقة تابعة لملكية دير وستمنستر وكانت الاشجار تستخدم كوقود ومأوى لرياضة الصيد.

### القرنين السادس عشر والسابع عشر
تم إنشاء هايد بارك للصيد من قبل هنري الثامن ملك انجلترا عام 1536بعد أن حصل على اقطاعية هايد من الدير.كانت مغلقة كحديقة للأيل وبقيت كمنطقة صيد خاصة حتى سمح جيمس الاول بدخول محدود لبعض النبلاء وعين حارس لتولي مسؤولية الحديقة. في سنة 1637 فتح تشارلز الاول الحديقة لعامة الجمهور. وسرعان ما أصبح مكانا شعبيا للتجمع خصوصا في أحتفالات يوم مايو. وفي بداية الحرب الأهلية الإنجليزية في عام 1642 تم بناء سلسلة من التحصينات على طول الجانب الشرقي من الحديقة بما في ذلك حصون في ما يعرف الآن بقوس الرخام وشارع مونت وهايد بارك كورنر. وشمل منطقة هايد بارك كورنر موقع قوي حيث يمكن فحص وتفتيش الزوار القادمين إلى لندن. في عام 1652خلال فترة خلو العرش بعد اعدام تشالز الأول أمر البرلمان ببيع الحديقة التي كانت مساحتها 620 فدان (250 هكتار) «مقابل المال الجاهز». وقد حققت مبلغ 000 17جنيه إسترليني مع مبلغ إضافي قدره 765جنيه استرليني و6 شلن وبنسان لكل ايل موجود في الحديقة خلال فترة طاعون لندن العظيم في عام 1665أستخدمت حديقة هايد بارك كمخيم عسكري بعد استعادة الملكية في عام 1660أستعاد تشارلز الثاني ملكية هايد بارك وضم بها في جدار من الطوب. أعاد توطين الأيل في ما هو الآن يعرف بباك هيل في حدائق كنسينغتون. واستمر يوم مايو كحدث شعبي حيث شارك صموئيل بيبس في أحتفالات الحديقة عام 1663في محاولة لاكتساب رضى الملك.

### القرن الثامن عشر
وفي عام 1689نقل ويليام الثالث مقر إقامته إلى قصر كنسينغتون على الجانب البعيد من هايد بارك وقد قام برحلة خلال الجزء الجنوبي منها الذي كان يعرف باسم طريق الملك الخاص. لا يزال مسار الرحلة موجود فهو طريق عريض مستقيم مرصوف للعربات مؤدي إلى الغرب يبدا من هايد بارك كورنر الي قصر كنسينغتون عبر الجزء الجنوبي لهايد بارك ويعرف الآن باسم روتن رو (Rotten row) ربما سبب هذه التسمية تحريف ل rotter (يحشد)  و Ratten Row (الطريق الدائري)، و  Route du roiأو rotten (المادة الناعمة التي يغطي بها الطريق). ويعتقد أنه أول طريق في لندن يضيء ليلا وهو ما تم القيام به لردع قطاع الطرق. في سنة 1749 تعرض هوراس والبول للسرقة أثناء قدومه من هولاند هاوس عبر الحديقة. أستخدم الأثرياء الطريق للركوب الخيول في أوائل القرن التاسع عشر. وكانت حديقة هايد بارك من مكان مبارزة مشهور ففي القرن الثامن عشر حدث ١٧٢ مبارزة مما أدى إلى قتل 63 شخص. وقد وقعت فيها مبازرة هاميلتون وموهون في عام 1712عندما حارب تشارلز موهون البارون الرابع لموهون وجيمس هاملتون دوق هاملتون الرابع. قتل بارون موهون على الفور في حين توفي الدوق بعد ذلك بوقت قصير. كما نازل جون ويلكس صموئيل مارتن في عام 1772و أيضا بارز ريتشارد برينسلي شيريدان مع توماس ماثيوز بشأن تعليقات الأخير البذيئة والتشهيرية حول خطيبة شيريدان إليزابيث آن لينلي. بارز إدوارد ثورلو البارون الأول لثورلو أندرو ستيوارت في هايد بارك في عام 1770.كان أول ترابط في تنسيق الحديقة عام 1726. وقد اضطلع بها تشارلز بريدجمان للملك جورج الأول ولكن بعد وفاة الملك في السنة التالية استمر العمل بموافقة زوجة ابنه كارولين أميرة أنسباخ.اضلطلع تشارلز ويرز المراقب العام للاشجار والغابات بهذا المهمة. وكان الأثر الرئيسي لهذا العمل هوالتقسيم الداخلي لهايد بارك وإنشاء حدائق كنسينغتون. وقد تشكلت بحيرة السربينتين عن طريق سد نهر ويستبورن الذي يمر عبر الحديقة من كيلبورن إلى التيمز. قسمت الحديقتين من منطقة خزان «لونغ ووتر» المائي بواسطة جسر صممه جورج ريني في عام 1826. وقد أنجز العمل في عام 1733. تم جعل توماس ثين الفيكونت الثاني لوايموث محافظا علي هايد بارك في عام 1739وذلك بعد وقت قصير من بدء حفر بحيرة السربينتين في بجوار لونغ ليت. كما تم بناء مخازن البارود شمال السربينتين عام 1805.

### الفترة الممتدة من القرن التاسع عشر الي القرن الحادي عشرين
وقد إستضافت هايد بارك معرضا كبيرا في صيف عام 1814 للاحتفال بزيارة ملوك الدول الحليفة إلى إنجلترا.كما عرضت العديد من المسابقات والعروض. تم تمثيل معركة طرف الغار في بحيرة السربينتين حيث عزفت الفرقة الموسيقية النشيد الوطني وقت غرق الأسطول الفرنسي في البحيرة. تم الاحتفال بتتويج الملك جورج الرابع في عام 1821 بمعرض في الحديقة شمل منطاد هواء والعاب نارية.كان المعرض الكبير لعام 1851 أحد أهم الأحداث التي اقيمت في هايد بارك. تم بناء قصر الكريستال على الجانب الجنوبي من الحديقة. ولم يكن الجمهور راغبا في بقاء المبنى بعد إغلاق المعرض وقام مهندسه المعماري جوزيف باكستون بجمع الأموال وشرائها. قام بنقله إلى سيدنهام هيل في جنوب لندن. وكان حدث هام آخر هو أول حفل تكريم بصليب فيكتوريا في 26 يونيه حيث عندما كرمت به الملكة فيكتوريا 62 رجلا بحضور الأمير ألبرت وأعضاء آخرين من الأسرة المالكة بما في ذلك ولي العهد المستقبلي الأمير فريدريش من بروسيا الذي أصبح الإمبراطور فريدريش الثالث. تقع شواطي هايد بارك على الضفة الجنوبية من السربينتين.وافتتحت في عام 1930 لتوفير فرصة للاستحمام والاستلقاء تحت الشمس في الحديقة وهو ما طلبته رابطة ضوء الشمس وهم مجموعة اتباع مذهب العري. صمم مفوض الأشغال جورج لانسبوري الشواطي والاستراحات وكان نصف المبلغ ممولا من منحة قدرها000 5جنيه إسترليني (الآن 000 318 جنيه إسترليني) من الرائد كولن كوبر (1892-1938). ولا تزال تشهد إستخداما منتظما في الصيف حتى القرن الحادي والعشرين. كانت هايد بارك مكانا رئيسيا للعديد من الاحتفالات والاحتفالات الملكية. وفيما يتعلق باليوبيل الذهبي للملكة فيكتوريا في عام 1887 نظم حفل في 22 يونيه حصل فيه نحو 000 26طفل مدرسي وجبة مجانية كهدية. وقد ظهرت الملكة وامير ويلز بشكل غير متوقع اثناء الحفل. ظلت فكتوريا مولعة بهايد بارك في السنوات الأخيرة من حياتها وكثيرا ما كانت تهذب الي هناك مرتين في اليوم.وكجزء من اليوبيل الفضي للملكة اليزابيث الثانية في عام 1977أقيم معرض اليوبيل في هايد بارك بحضور الملكة والأمير فيليب دوق إدنبرة في 30 يونيه. في عام 2012 أقيم مهرجان كبير في الحديقة كجزء من أحتفالات الملكة باليوبيل الماسي. وفي 6 فبراير أطلقت قوات الملك وحدة مدفعية الحصان الملكية تحية ملكية من 41 مدفع في هايد بارك كورنر. وفي 20 يوليه 1982 وفي تفجيرات هايد بارك وريجنت بارك تسببت جهازان خاصان بالجيش الجمهوري الأيرلندي في وفاة ثمانية أفراد من أفراد سلاح الفرسان الملكي والرويال جرين جاكيتس وسبعة خيول. وتم بناء نصب تذكاري على يسار بوابة ألبرت لإحياء ذكرى الجنود والخيول الذين قتلوا في الانفجار. منذ عام 2007 تستضيف هايد بارك الحدث السنوي «ونتر وندرلاند»، الذي يضم العديد من الأسواق التي تتميز بطابع عيد الميلاد إلى جانب العديد من الألعاب ووجهات الجذب إلى جانب البارات والمطاعم. وقد أصبحت واحدة من أكبر أحداث أعياد الميلاد في أوروبا إذ جذبت أكثر من 14 مليون زائر في عام 2016، وقد توسعت لتشمل أكبر حلبة جليدية في لندن. وفي 18 سبتمبر 2010 كانت هايد بارك بمثابة مقر لإقامة صلاة البابا بندكت السادس عشر في إطار زيارته للمملكة المتحدة التي حضرها نحو 000 80شخص. وقد تجمع حشد كبير على طول طريق ذا المول لرؤية البابا يصل الي عنوان اقامته. وتم إحباط محاولة لاغتيال البابا بعد أن تم رصد خمسة أشخاص يرتدون زي عمال نظافة على بعد ميل من هايد بارك وتم اعتقالهم مع مشتبه به سادس. وقد أطلق سراحهم فيما بعد دون توجيه تهم إليهم حيث قالت الشرطة إنها لا تشكل تهديدا موثوقا به.

## المدخل الكبير
خلال أواخر القرن الثامن عشر وُضعت خطط لاستبدال بوابة الرسوم القديمة في هايد بارك كورنر بمدخل أكبر بعد عمليات التطوير في المنطقة المحيطة بها. تم تقديم التصميم الأول من قبل روبرت آدم في عام 1778 بمدخل كبير تبعه اقتراح جون سوان عام 1796 لبناء قصر جديد مجاور للزاوية في غرين بارك.

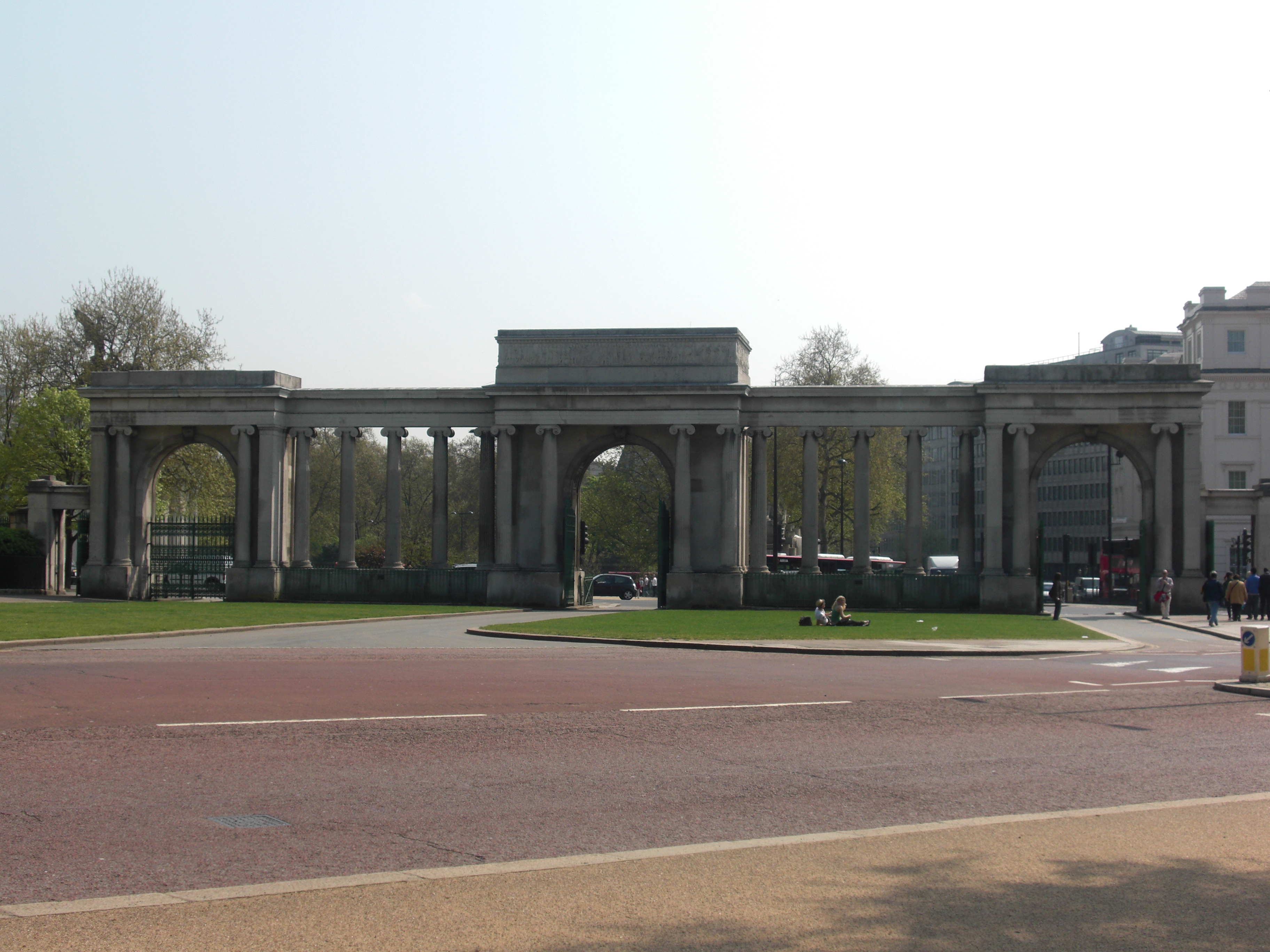
بوابة / شاشة هايد بارك لديسيموس بيرتون

بعد بناء قصر باكنغهام إٌعيد النظر في خطط التطوير.تم تصميم المدخل الكبير للحديقة في هايد بارك كورنر من قبل ديسيموس بيرتون وتم تشييده في عشرينيات القرن التاسع عشر. وضع بيرتون الممرات والممرات وصمم سلسلة من النزل والشاشة / البوابة في ركن هايد بارك (المعروف أيضًا باسم المدخل الكبير أو بوابة أبسلي) في عام 1825 وقوس ويلينجتون الذي افتتح في 1828. شكلت الشاشة/ البوابة والقوس في الأصل تكوينًا واحدًا تم تصميمه لتوفير انتقال هائل بين هايد بارك وغرين بارك على الرغم من نقل القوس في عام 1883. كان في الأصل تمثالًا لدوق ويلنجتون تم نقله إلى ألدرشوت في عام 1883 عندما أعيد وضع القوس.
تم ترميم قوس ويلينجتون على نطاق واسع من قبل هيئة التراث الإنجليزي بين عامي 1999 و 2001. وهو مفتوح الآن للجمهور الذين يمكنهم رؤية منظر الحدائق من منصته فوق الأروقة.

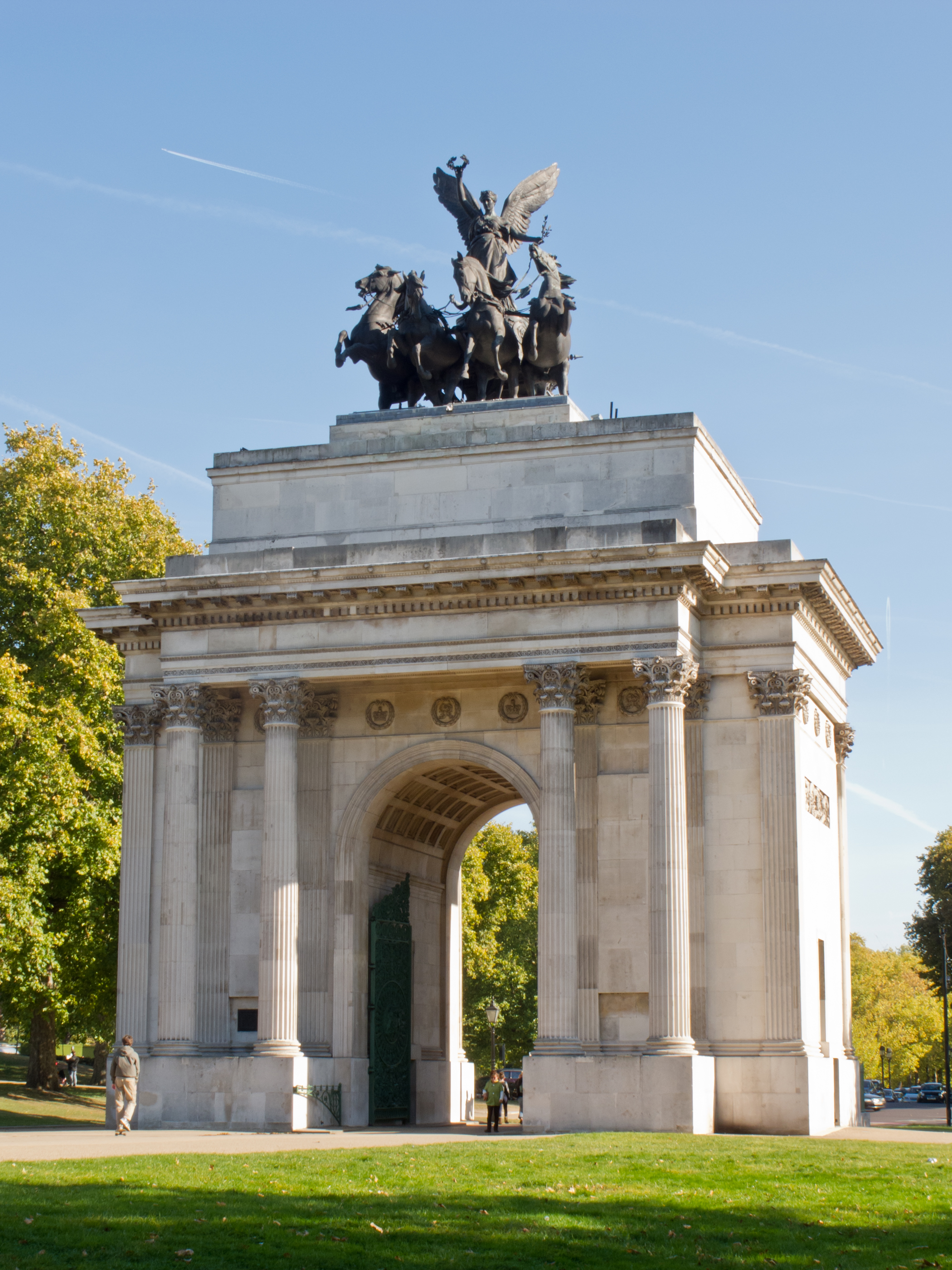
قوس ويلينجتون لديسيموس بيرتون، هايد بارك كورنر

## المميزات

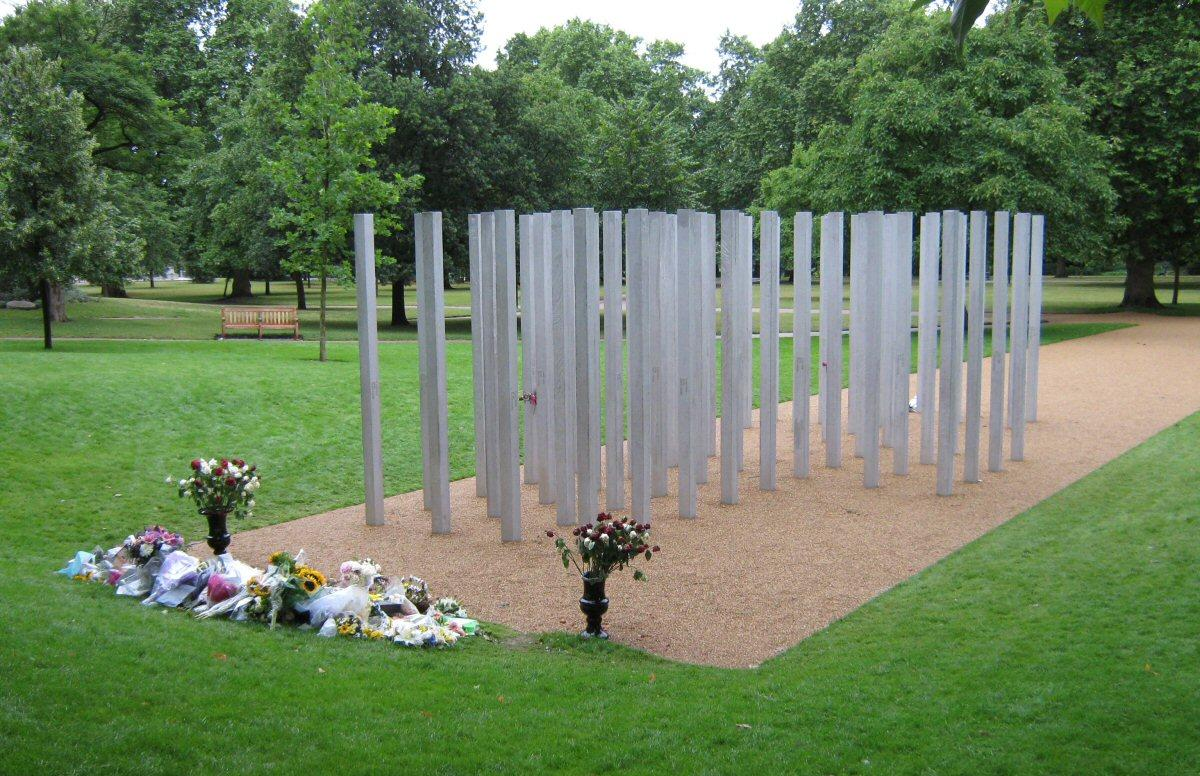
هايد بارك

### ركن الخطباء
من المناطق المشهورة داخل هايد بارك ركن الخطباء (الواقع في الركن الشمالي الشرقي قرب قوس الرخام) القريب من موقع تابورن وطريق روتن رو وهو الحد الشمالي لقصر الكريستال.

### الغطاء النباتي
تم زرع الزهور لأول مرة في هايد بارك في عام 1860 من قبل ويليام أندروز نيسفيلد. في العام التالي بُنيت الحديقة المائية الإيطالية في فيكتوريا جيت بما في ذلك النوافير ومنزل صيفي. صُممت قبة الملكة آن من قبل السير كريستوفر ورين وتم نقلها إلى الحديقة من موقعه الأصلي في حدائق كنسينغتون.
خلال أواخر القرن العشرين قُتلت أكثر من 9000 شجرة دردار في هايد بارك بسبب مرض الدردار الهولندي. وشمل ذلك العديد من الأشجار على طول الطرق العظيمة التي زرعتها الملكة كارولين والتي تم استبدالها في النهاية بالليمون والقيقب. تضم الحديقة الآن 4 أكر (1.6 ها) الصوبات الزراعية التي تحتوي على نباتات الفراش للحدائق الملكية. هناك مخطط متاح لزراعة الأشجار في الحديقة. فضول النبات هو خشب الزان الباكي والذي يُعرف باسم «الشجرة المقلوبة». تمت إضافة حديقة الورد التي صممها مهندسو كولفين وموجريدج للمناظر الطبيعية في عام 1994.

## الاثار
هناك عدد من التماثيل والنصب التذكارية المتنوعة حول هايد بارك. بني نصب الفرسان التذكاري في سنة 1924عند بوابة ستانهوب. وتم نقل النصب إلى طريق السربينتين عندما تم توسيع شارع  بارك لين لتحمل حركة المرور في عام 1961.يقع جنوب السربينتين نصب ديانا أميرة ويلز وهو عبارة عن نافورة بيضاوية افتتحت في 6 يوليه 2004 في الشرق من السربينتين خارج السد يوجد نصب لندن لمحرقة الهولوكوست. ويحيي نصب 7 يوليه التذكاري في الحديقة ذكرى ضحايا تفجيرات لندن 7 يوليه 2005 يمثل نصب الحجر القائم مونوليث ويزن 7 طن (7.7 طن) في وسط ديل شرق هايد بارك. صنع من حجر كورنيش وكان في الاصل جزءا من نافورة شرب رغم ان أسطورة انتشرت مدعية ان تشارلز الاول جلبه  من ستونهنج.وهناك مجموعة متنوعة من المنحوتات المميزة منتشرة حول الحديقة بما في ذلك:
- ستل ووتر وهو عبارة عن رأس حصان ضخم يشرب بالماء
- عائلة جيلي بيبي وهي عبارة تماثيل لعائلة عملاقة من حلوي جيلي بيبيز يقفون فوق مكعب أسود كبير
- وفروم فروم التي تشبه يد بشرية عملاقة تدفع سيارة ألعاب على الأرض.

وقد قام النحات جيكوب إبستين ببناء عدة أعمال في هايد بارك منها نصبه التذكاري للمؤلف ويليام هدسون الذي جسد فيه شخصيته ريما لكن اثار غضب الجمهور عندما كشف النقاب عنه. كان هناك نافورة في بوابة غروسفينور منذ عام 1863 صممها الكسندر مونرو. وهناك نافورة أخرى تقابل شارع مونت شرق الحديقة.وأقيمت مقبرة للحيوانات الأليفة في الطرف الشمالي من هايد بارك في أواخر القرن التاسع عشر وقد تم آخر دفن في عام 1976.

## المظاهرات
اكتسب ركن الخطباء في هايد بارك سمعة دولية للمظاهرات والاحتجاجات الأخرى نظرًا لقبول حرية التعبير فيه.في عام 1855 تم تنظيم احتجاج في الحديقة للتظاهر ضد محاولة روبرت جروسفينور حظر التداول يوم الأحد بما في ذلك تقييد أوقات عمل الحانات. لاحظ كارل ماركس أن ما يقرب من 200000 متظاهر حضروا المظاهرة التي تضمنت السخرية والتهكم من عربات خيول الطبقة العليا. وحدث احتجاج آخر بعد أسبوع لكن هذه المرة هاجمت الشرطة الحشد.

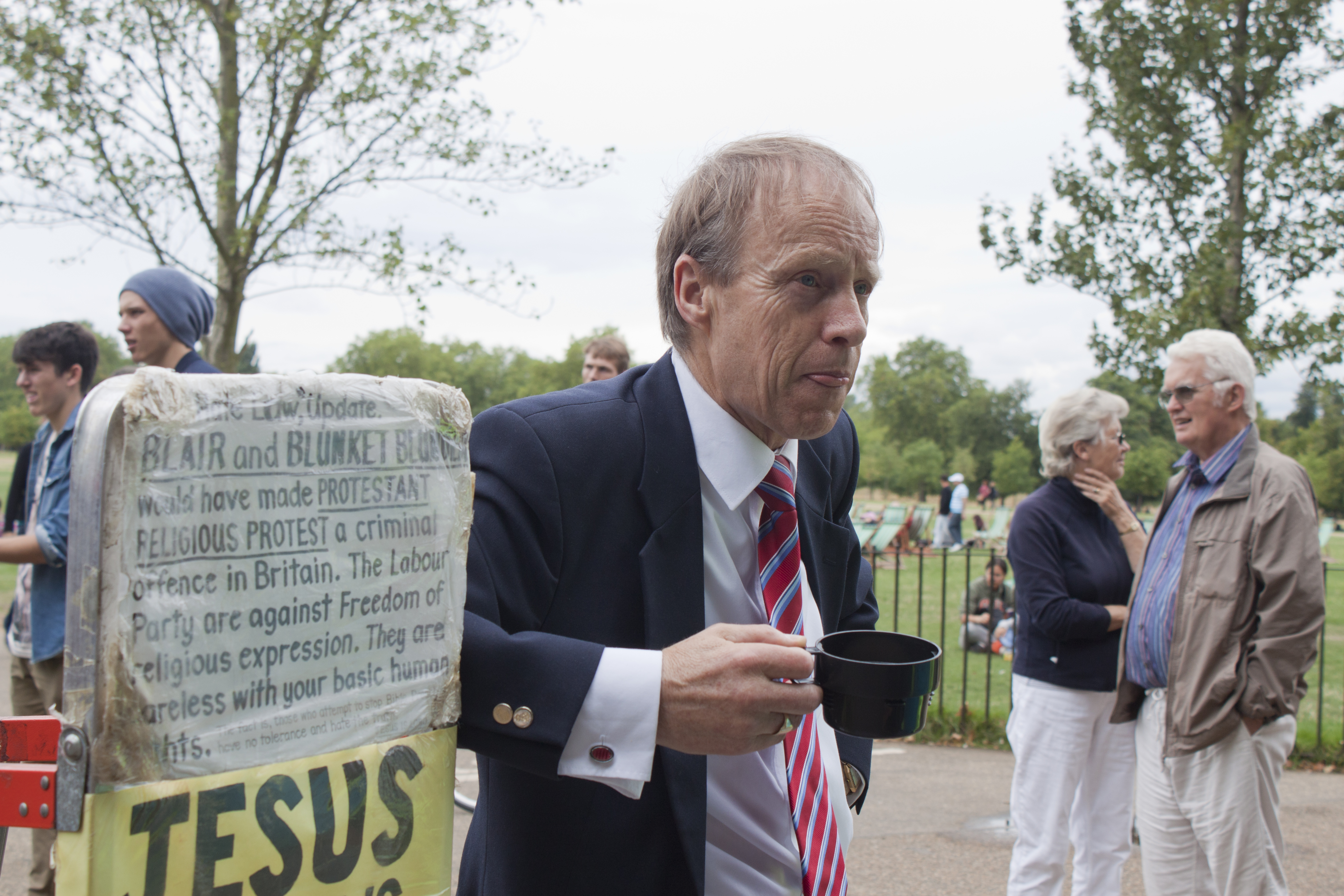
مسيحي بروتستانتي يتظاهر في ركن الخطباء عام 2010

في عام 1867 تم تكليف شرطة العاصمة بحراسة المنتزه وهي الحديقة الملكية الوحيدة التي تمت إدارتها على هذا النحو نظرًا لاحتمال حدوث مشاكل في ركن الخطباء. يقع مركز شرطة العاصمة ("AH") في وسط المنتزه. أنشأ قانون تنظيم المتنزهات لعام 1872 مناصب «حارس المنتزه» ونص أيضًا على أن «يتمتع كل شرطي تابع لقوة الشرطة في المنطقة التي ينطبق عليها هذا القانون بالصلاحيات والامتيازات وحصانات حارس المنتزه داخل هذه الحديقة أو الحديقة أو الملكية».
ازدادت شعبية ركن الخطباء في أواخر القرن التاسع عشر.أحضر الزائرون لافتات وسلالم وصناديق الصابون من أجل الوقوف عليها بينما كان مضايقة المتحدثين أمرا شائعًا. كان دونالد سوبر زائرًا منتظمًا خلال فترات القرن العشرين حتى قبل وفاته بقليل في عام 1998. أدى ظهور الإنترنت وخاصة المدونات إلى تقليل أهمية ركن الخطباء كمنصة سياسية ويُنظر إليه بشكل متزايد على أنه مجرد معلم سياحي.

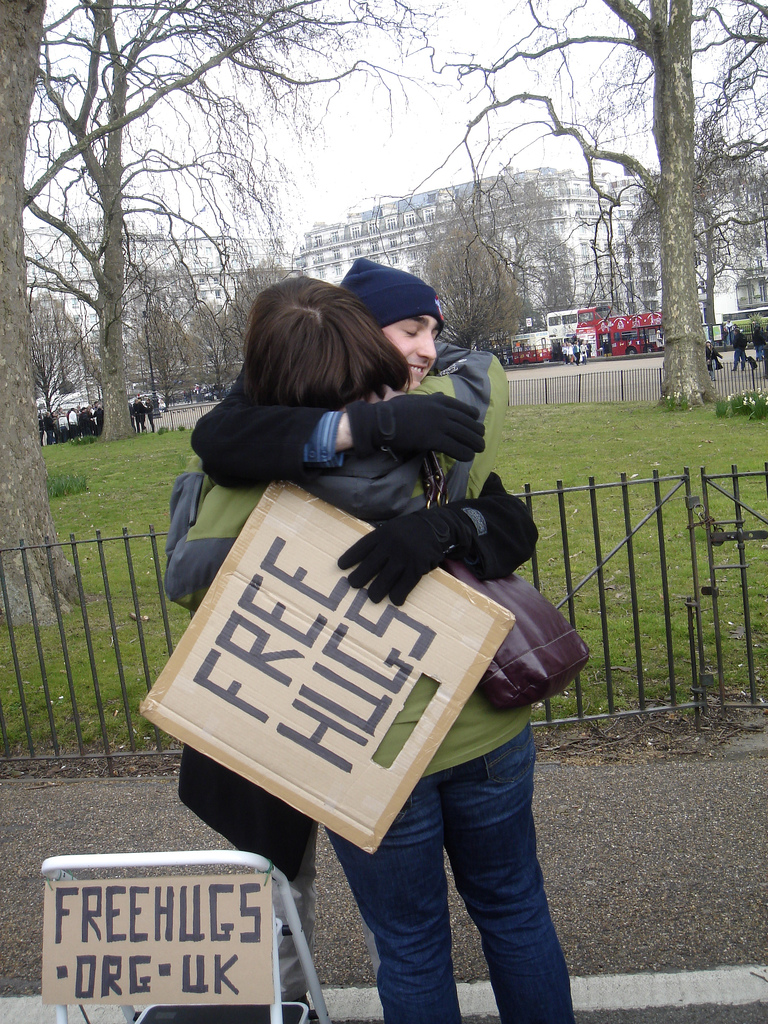
أُقيمت حملة العناق الحرة عدة مرات في ركن الخطباء.

بالإضافة إلى ركن الخطباء حدثت العديد من المظاهرات الجماهيرية الهامة في هايد بارك. في 26 يوليو 1886 نظمت عصبة الإصلاح مسيرة من مقرها نحو الحديقة حيث شنت حملة لزيادة الاقتراع والتمثيل. على الرغم من أن الشرطة قد أغلقت المتنزه إلا أن الحشد تمكن من تحطيم السور المحيط والدخول إلى الداخل مما أدى إلى تسمية الحدث «قضية سور هايد بارك». بعد أن تحولت الاحتجاجات إلى أعمال عنف تم إرسال ثلاثة أسراب من فرنسان الأحصنة والعديد من حراس القدمين من ماربل آرتش لمواجهة الوضع. في 21 يونيو 1908 جزء من «مسيرة نساء الأحد» ذكرت التقارير أن 750.000 شخص ساروا من إمبانكمينت إلى هايد بارك احتجاجًا على التصويت لصالح النساء. وقعت الاحتجاجات الأولى ضد غزو العراق لعام 2003 في هايد بارك في 28 سبتمبر 2002 بحضور 150.000-350.000. وقعت سلسلة أخرى من المظاهرات في جميع أنحاء العالم وبلغت ذروتها في 15 فبراير 2003 الاحتجاجات المناهضة للحرب كجزء من مظاهرة عالمية ضد حرب العراق. وبحسب ما ورد حضر أكثر من مليون متظاهر حدث هايد بارك وحده.

## الرياضات
وتحتوي هايد بارك على العديد من المنشآت الرياضية بما في ذلك العديد من ملاعب كرة القدم وملاعب للتنس. هناك العديد من مسارات الدراجات كما يعتبر ركوب الخيول امرا معتادا فيها. في عام ١٩٩٨أعادت الفنانة البريطانية ماريون كوتس إحياء هايد بارك جنبا إلى جنب مع باترسي وريجنت بارك بصنع مجموعة غير المتماثلة من طاولات لتنس الطاولة علي شكل خرائط تلك الحدائق في قطعتها االتفاعلي الفنية الهواء النقي. في دورة الألعاب الأولمبية الصيفية 2012 استضافت الحديقة السباق الثلاثي الذي حصل فيه الاخوان أليستير براونلي وجوني براونلي علي الميدالية الذهبي والبرونزية واستضافت الحديقة أيضا نهائيات الاتحاد الدولي للسباقات الثلاثية.

## أعلام
- باول هاستينغز ألين